# Прапор Американського Самоа
Прапор Американського Самоа (англ. Flag of American Samoa) — прийнятий 24 квітня 1960 року.

## Опис і символіка
Прапор Американського Самоа являє собою прямокутне полотнище, розділене на три трикутники. Основа білого рівнобедреного трикутника збігається з правою стороною прапора. гіпотенузи двох синіх прямокутних трикутників, обрамлені червоною облямівкою, збігаються зі сторонами рівнобедреного трикутника. У рівнобедреному трикутнику знаходиться зображення білоголового орлана (національного символу США, присутнього на Великій емблемі), що тримає лапами фуе (мухобойку), що символізує мудрість традиційних самоанських вождів, і уатогі (військову дубину), що символізує владу держави. Разом фуе і уатогі символізують мир і порядок під контролем США.
Червоний, білий і синій кольори є традиційними для Самоа і США кольорами.

## Історичні прапори
На Самоа були відсутні будь-які прапори до появи на архіпелазі на початку XVIII століття європейців. Згодом прийнятий прапор мав складну структуру і був погано задокументований. В 1899 році Самоа було розділене на частини між Британією, Німеччиною та США. 27 квітня 1900 року в Американському Самоа як офіційний прапор був прийнятий прапор США. 27 квітня 1960 року був офіційно прийнятий сучасний варіант прапора.